# Internationale luchthaven Generaal Felipe Ángeles
De Internationale luchthaven Generaal Felipe Ángeles ((AIFA), Spaans: Aeropuerto Internacional Felipe Ángeles), ook wel Felipe Ángeles Airport genoemd (IATA: NLU, ICAO: MMSM), voorheen Santa Lucia Airport, is een Mexicaanse luchthaven die in 2022 geopend is op het terrein van wat voorheen een uitsluitend militair vliegveld was, Base aérea n.º 1 Santa Lucía van Fuerza Aérea Mexicana. Het is gelegen in de Municipio Tecámac, ongeveer 40 km ten noordoosten van het centrum van Mexico-Stad.
De president van Mexico, Andrés Manuel López Obrador, kondigde eind 2018 aan dat hij het militaire vliegveld zou uitbreiden tot een burgerluchthaven met twee landingsbanen. Hiervoor is de militaire basis verplaatst, naar de oostkant van het nieuwe geheel.
De nieuwe burgerluchthaven kwam er na een controverse over een alternatief voor de verzadigde en door bebouwing omringde internationale luchthaven van Mexico-Stad.
Deze luchthaven is vernoemd naar Felipe Ángeles (1868-1919), een van de protagonisten van de Mexicaanse Revolutie.
Felipe Ángeles Airport is geopend op 21 maart 2022.